# ديريك تينيل
ديريك واين تينيل (مواليد ١٢ فبراير ١٩٦٤) لاعب كرة قدم أمريكي محترف سابق في مركز الطرف الضيق في دوري كرة القدم الأمريكية (NFL) مع فرق كليفلاند براونز، وديترويت ليونز، ودالاس كاوبويز، ومينيسوتا فايكنج. لعب كرة القدم الأمريكية الجامعية في جامعة كاليفورنيا، لوس أنجلوس (UCLA). فاز ببطولة سوبر بول السابعة والعشرين مع دالاس.

## بداياته
التحق تينيل بمدرسة ويست كوفينا الثانوية، حيث مارس كرة القدم وكرة السلة وألعاب القوى. في سنته الأخيرة كلاعب جري، سجّل 807 ياردات جري و7 هبوطات.
في كرة السلة، حقق متوسط 19 نقطة و12.5 كرة مرتدة، وساهم في وصول فريقه إلى بطولة دوري سييرا. وفي سباق الـ 440 ياردة، حطم الرقم القياسي للمدرسة بـ 49.2 ثانية.

## المسيرة الجامعية
حصل تينيل منحة دراسية لكرة القدم من جامعة كاليفورنيا، لوس أنجلوس، وبدأ مسيرته الجامعية كظهير خلفي. وفي سنته الثانية، تحول إلى لاعب خط وسط ضيق. اختير لاعبًا أساسيًا، وكان رابعًا في الفريق برصيد 20 استقبالًا لمسافة 167 ياردة.
في سنته الجامعية الثالثة، حقق ٢٤ استقبالًا (الثالث في الفريق) لمسافة ٢٥٢ ياردة (الرابع في الفريق). وفي سنته الجامعية الرابعة، حقق ١٥ استقبالًا لمسافة ١٥٢ ياردة و٣ هبوطات. أنهى مسيرته الجامعية كلاعب أساسي لمدة ثلاث سنوات، محققًا ٦٤ استقبالًا لمسافة ٦٠٢ ياردة و٣ هبوطات.

## المسيرة المهنية

### سياتل سي هوكس
تم اختيار تينيل من قبل فريق سياتل سي هوكس في الجولة السابعة (185 إجمالاً) من مسودة اتحاد كرة القدم الأميركي لعام 1987. وتم التنازل عنه في 8 سبتمبر.

### كليفلاند براونز
في عام ١٩٨٧، وبعد إضراب اللاعبين في الأسبوع الثالث من الموسم، أُلغيت تلك المباريات (مما قلص عدد مباريات الموسم من ١٦ إلى ١٥ مباراة)، وقرر اتحاد كرة القدم الأميركي لعب المباريات بلاعبين بدلاء. تعاقد كليفلاند براونز مع تينيل ليكون ضمن الفريق البديل. وقد قدم أداءً جيدًا في تلك المباريات كلاعب أساسي في مركز الطرف الضيق، وتم الاحتفاظ به لبقية الموسم. كان تينيل لاعبًا احتياطيًا لأوزي نيوسوم، ولعب بشكل أساسي في الفرق الخاصة.
في عام ١٩٨٨، بدأ ٣ مباريات، مسجلاً ٩ استقبالات لمسافة ٨٨ ياردة وهبوطًا واحدًا. تم تسريحه في ١١ ديسمبر ١٩٨٩. 

### سان فرانسيسكو 49ers
في عام 1990، تم توقيعه مع نادي سان فرانسيسكو 49ers وتم الاستغناء عنه في 31 أغسطس.

### ديترويت ليونز
في 26 أبريل 1991، وقّع معه فريق ديترويت ليونز عقدًا كلاعب حر ، قبل أن يُطلق سراحه في 26 أغسطس. ثم جدد عقده بعد المباراة الافتتاحية للموسم، وشارك في مباراة لقب NFC ضد فريق واشنطن ريدسكينز . ثم استُبعد في 31 أغسطس 1992.

### مينيسوتا فايكنج (الفترة الأولى)
في 28 سبتمبر 1992، تم التعاقد معه كلاعب حر من قبل فريق مينيسوتا فايكنج، بعد إصابة اللاعب الأساسي مايك تايس. في 3 نوفمبر، تم استبعاده بعد اللعب في 3 مباريات.

### دالاس كاوبويز
في 29 ديسمبر 1992، تم التعاقد معه كوكيل حر ليحل محل لاعب خط الوسط ألفريدو روبرتس، الذي عانى من إصابة في الركبة اليمنى أنهت موسمه في المباراة الأخيرة ضد شيكاغو بيرز .  في مباراة فاصلة فاز فيها الفريق 34-10 على فريق فيلادلفيا إيجلز، وسجل هدفًا. كان جزءًا من الفريق الفائز ببطولة سوبر بول السابعة والعشرين.

### مينيسوتا فايكنج (الفترة الثانية)
في 21 أبريل 1993، تم توقيعه كوكيل حر من قبل الفايكنج. تم إطلاق سراحه في 22 أغسطس 1994.

## روابط خارجية
- كاوبوي تينيل يفكر في والده :لاعب خط الوسط السابق في جامعة كاليفورنيا في لوس أنجلوس لديه أكثر من مجرد بطولة السوبر بول في ذهنه